# Pseudoxenasma verrucisporum
Die monotypische Gattung der Scheinwachshäute (Pseudoxenasma) mit der Typusart Pseudoxenasma verrucisporum gehört systematisch zur Ordnung der Täublingsartigen (Russulales). Ihre genaue Position im System ist aber nach wie vor umstritten. Die Weißfäulepilze haben dünne, etwas wachsartige, resupinate Fruchtkörper. Sie sind leicht anhand ihrer Pleurobasidien, der papillösen Sulfozystiden und der großen, warzigen und amyloiden Basidiosporen zu erkennen.

## Merkmale
Die einjährigen, resupinaten, nur bis zu 0,1 mm dicken Fruchtkörper sind fest am Substrat angewachsen. Das Hymenium ist mehr oder weniger wachsartig und in der Regel glatt und weißlich bis grau gefärbt. Das Sporenpulver ist weißlich.
Das Hyphensystem ist monomitisch und besteht aus dicht verwobenen, dünnwandigen und eher undeutlich begrenzten Hyphen. An den Septen sind Schnallen ausgebildet. Die breit zylindrischen bis urnenförmigen oder keuligen Basidien sind meist als Pleurobasidien ausgebildet, werden also nicht am Hyphenende, sondern seitlich gebildet. Sie haben eine basale Schnalle und vier Sterigmen. Daneben kommen als sterile Elemente immer mehr oder weniger zylindrische bis keulige Sulfozystiden vor. Als Sulfozystiden werden Gloeozystiden bezeichnet, die eine positive Sulfovanillin-Reaktion haben. Die Zystiden tragen oft eine Schizopapille (ein kugeliger, kopfartiger apikaler Fortsatz) und sind mit einem körnigen protoplasmatischen Inhalt gefüllt, der in KOH unter dem Phasenkontrastmikroskop stark lichtbrechend ist. Die warzig ornamentierten, dickwandigen Sporen sind breit ellipsoid bis fast kugelig und haben eine starke Amyloid-Reaktion.
Die Gattung erinnert durch die Größe und Struktur der Sporen an Aleurodiscus, durch das Vorkommen von zahlreichen Pleurobasidien und den dünnen Fruchtkörper mit der dichten und undeutlichen Hyphen-Textur an Xenasma und durch die Merkmalskombination von amyloiden, warzigen Sporen und Sulfozystiden an Gloeocystidiellum. Die Pilze unterscheiden sich aber von allen Aleurodiscus-Arten durch das Fehlen von Acanthohyphidien und Dendrohyphidien, von Xenasma durch das Vorkommen von Sulfozystidien und von Gloeocystidiellum durch das Vorkommen von Pleurobasidien.

## Ökologie und Verbreitung
Die seltene Warzensporige Scheinwachshaut (Pseudoxenasma verrucisporum) wurde in Belgien, Österreich, Norwegen und Schweden nachgewiesen. Der Pilz lebt saprobiotisch auf Nadelholz und erzeugt im befallenen Holz eine Weißfäule. Er wächst auf am Boden liegenden Ästen und Stämmen, aber auch auf abgestorbenen und noch am Baum verbliebenen Äste von Fichten. Er mag oder benötigt mehr oder weniger feuchte Wälder. Die Art wächst häufig zusammen mit der Orangefarbenen Mehlscheibe (Aleurodiscus amorphus), Globulicium hiemale oder Boidinia furfuracea.

## Systematik

Abb.: Maximum-Likelihood-Stammbaum. In den meisten Stammbäumen ist Pseudoxenasma verrucisporum der nächste Verwandte der Täublingsverwandten. Neben den Ästen sind die Bootstrap-Werte angegeben, die Genbank-Nummer steht hinter dem Artnamen. Alle weiteren Angaben zur Berechnung des Baumes findet man in der Bildbeschreibung.

Die Gattung Pseudoxenasma mit der einzigen Art Pseudoxenasma verrucisporum gehört unumstritten zur Ordnung der Täublingsartigen (Russulales). Ihre genaue Position im System ist nach wie vor umstritten, einige Mykologen glauben, dass man sie am besten in die Familie der Täublingsverwandten stellt. Laut E. Larsson und K.-H. Larsson ist die monotypische Gattung ein Schwestertaxon der Täublingsverwandten. Pseudoxenasma verrucisporum gehört zu den Arten die eine dichte mehr oder weniger gelatinisierte Hyphentextur haben. Bei solchen Arten wachsen die generativen Hyphen im Hymenium oft horizontal und bilden ihre Basidien seitlich aus. Gelatinisierte Hyphen und die seitliche Ausbildung von Hyphen scheint ein schnelles Aussporen bei geeigneten Sporulationsbedingungen zu ermöglichen.